# Dennis Carvalho
Dennis de Carvalho (São Paulo, 27 de setembro de 1947) é um diretor, ator e dublador brasileiro.

## Biografia
Nascido no bairro paulistano da Mooca, Dennis é filho de Erasmo de Carvalho e Djanira Lucchesi, ambos nascidos em Uberaba (Minas Gerais). Pelo seu lado materno, é descendente de imigrantes italianos oriundos da Toscana.
Tinha apenas onze anos de idade quando fez o primeiro teste na TV Paulista para participar da novela Oliver Twist. Já em 1964, ingressou na TV Tupi e participou de inúmeros teleteatros. Trabalhou com dublagem, sendo a voz de Roger "Race" Bannon de Jonny Quest, cabo Rusty em Rin Tin Tin, Capitão Kirk em Jornada nas Estrelas e Jerry em O Túnel do Tempo. Em seguida foi contratado pela TV Globo, onde está até hoje.
Como ator, trabalhou em O Meu Pé de Laranja Lima, Ídolo de Pano, Pecado Capital, O Casarão, Brilhante, Brega & Chique, Vale Tudo, entre outras. 
Começou a dirigir telenovelas e séries a partir de Sem Lenço, Sem Documento, de 1977. Entre seus trabalhos atrás das câmeras, destacam-se novelas de impacto como Eu Prometo, Corpo a Corpo, Roda de Fogo, Vale Tudo, Fera Ferida, Explode Coração, Celebridade e Paraíso Tropical, além de minisséries como Anos Rebeldes e Dalva e Herivelto - Uma Canção de Amor e os seriados Malu Mulher, Amizade Colorida e A Justiceira. Também foi um dos diretores do programa semanal de humor de grande êxito Sai de Baixo. Nos anos 2010 dirigiu Insensato Coração, escrita por Gilberto Braga (seu parceiro habitual) e Ricardo Linhares, e Sangue Bom de Maria Adelaide Amaral e Vincent Villari.
Foi casado com a atriz Bete Mendes, a professora de educação física Maria Tereza Schimidt e as atrizes Christiane Torloni, Monique Alves, Tássia Camargo, Ângela Figueiredo e Deborah Evelyn, com quem ficou casado por 24 anos e se separou em 2012. É pai dos gêmeos Guilherme e Leonardo Carvalho, que teve com Christiane; Tainah, filha de Monique; e Luiza, fruto da união com Deborah. Com com a ajuda de Deborah, superou conflitos mais sérios, como a morte acidental de Guilherme em 1991, e o vício em drogas.

## Filmografia

### Televisão

#### Como diretor
| Ano            | Título                                | Cargo                     |
| -------------- | ------------------------------------- | ------------------------- |
| 1977           | Sem Lenço, Sem Documento              | Direção                   |
| 1978           | Te Contei?                            | Direção                   |
| 1978           | Dancin' Days                          | Direção                   |
| 1979           | Malu Mulher                           | Direção                   |
| 1981           | Amizade Colorida                      | Direção                   |
| 1982           | Quem Ama Não Mata                     | Direção                   |
| 1983           | Parabéns pra Você                     | Direção                   |
| 1983           | Eu Prometo                            | Direção                   |
| 1984           | Corpo a Corpo                         | Direção geral             |
| 1986           | Selva de Pedra                        | Direção geral             |
| 1986           | Roda de Fogo                          | Direção geral             |
| 1987           | Globo de Ouro                         | Direção geral             |
| 1988           | Vale Tudo                             | Direção geral             |
| 1990           | A, E, I, O... Urca                    | Direção                   |
| 1990           | Mico Preto                            | Direção geral             |
| 1991           | O Dono do Mundo                       | Direção                   |
| 1992           | Anos Rebeldes                         | Direção geral             |
| 1993           | Fera Ferida                           | Direção geral e de núcleo |
| 1994           | Pátria Minha                          | Direção geral e de núcleo |
| 1995           | Explode Coração                       | Direção geral e de núcleo |
| 1996-2002/2013 | Sai de Baixo                          | Direção                   |
| 1997           | A Justiceira                          | Direção                   |
| 1998           | Labirinto                             | Direção geral             |
| 1999           | Andando nas Nuvens                    | Direção geral e de núcleo |
| 2000           | O Cravo e a Rosa                      | Núcleo                    |
| 2001           | Um Anjo Caiu do Céu                   | Direção geral e de núcleo |
| 2002           | Desejos de Mulher                     | Direção geral e de núcleo |
| 2003           | Celebridade                           | Direção geral e de núcleo |
| 2004           | Como uma Onda                         | Direção geral e de núcleo |
| 2006           | JK                                    | Direção geral e de núcleo |
| 2007           | Paraíso Tropical                      | Direção geral e de núcleo |
| 2008           | Três Irmãs                            | Direção geral e de núcleo |
| 2010           | Dalva e Herivelto: uma Canção de Amor | Direção geral e de núcleo |
| 2011           | Insensato Coração                     | Direção geral e de núcleo |
| 2012           | Lado a Lado                           | Direção geral e de núcleo |
| 2013           | Sangue Bom                            | Direção geral e de núcleo |
| 2013-2014      | Malhação                              | Núcleo                    |
| 2014           | Criança Esperança                     | Direção                   |
| 2014-2015      | Show da Virada                        | Direção                   |
| 2015           | Babilônia                             | Núcleo                    |
| 2016           | Rock Story                            | Direção artística         |
| 2018           | Segundo Sol                           | Direção artística         |

#### Como ator
| Ano     | Título                         | Papel                         | Nota                                    |
| ------- | ------------------------------ | ----------------------------- | --------------------------------------- |
| 1954–59 | As Aventuras de Rin Tin Tin    | Rusty (voz)                   | Dublagem                                |
| 1964–65 | Jonny Quest                    | Race Bannon (voz)             | Dublagem                                |
| 1966    | As Aventuras de Eduardinho     | Dudu                          |                                         |
| 1966–67 | Túnel do Tempo                 | Jerry (voz)                   | Dublagem                                |
| 1966–69 | Jornada nas Estrelas           | Capitão Kirk (voz)            | Dublagem                                |
| 1967    | Os Rebeldes                    | Plínio                        |                                         |
| 1968    | Antônio Maria                  | Eduardo Dias Leme             |                                         |
| 1969    | Nino, o Italianinho            | Julinho                       |                                         |
| 1970    | As Bruxas                      | Zé Luís                       |                                         |
| 1970    | O Meu Pé de Laranja Lima       | Henrique Muniz                |                                         |
| 1971    | Nossa Filha Gabriela           | Rodrigo                       |                                         |
| 1972    | Na Idade do Lobo               | Flô                           |                                         |
| 1972    | A Revolta dos Anjos            | Décio                         |                                         |
| 1974    | Ídolo de Pano                  | Jean                          |                                         |
| 1975    | Roque Santeiro                 | Roberto Mathias               | (censurada)                             |
| 1975    | Pecado Capital                 | Nélio Porto Rico              |                                         |
| 1976    | O Casarão                      | Atílio de Souza               |                                         |
| 1977    | Locomotivas                    | Netinho                       |                                         |
| 1978    | Ciranda, Cirandinha            |                               |                                         |
| 1978    | Te Contei?                     | Alex                          |                                         |
| 1979    | Malu Mulher                    | Pedro Henrique                |                                         |
| 1981    | Brilhante                      | Inácio Newman                 |                                         |
| 1984    | Corpo a Corpo                  | Maurício                      |                                         |
| 1985    | Roque Santeiro                 | Tomazini                      |                                         |
| 1987    | Brega & Chique                 | Baltazar                      |                                         |
| 1988    | Vale Tudo                      | William                       |                                         |
| 1991    | O Dono do Mundo                | Rubens                        |                                         |
| 1993    | Sex Appeal                     | Wálter Moreira Borges         |                                         |
| 1993    | O Mapa da Mina                 | Erasmo                        |                                         |
| 1995    | História de Amor               | Gomide                        |                                         |
| 2001    | A Grande Família               | ele mesmo                     | Episódio: "O Papai Está com a Cachorra" |
| 2001    | Um Anjo Caiu do Céu            | Jaime                         |                                         |
| 2002    | O Beijo do Vampiro             | Conde Drácula                 |                                         |
| 2003    | Celebridade                    | Eduardo Luís                  |                                         |
| 2004    | Programa Novo                  | Ele Mesmo                     | Especial de fim de ano                  |
| 2007    | Paraíso Tropical               | Senador Luís Fernando Cardoso | Episódio: "28 de setembro"              |
| 2010    | Clandestinos - O Sonho Começou | Ele mesmo                     |                                         |
| 2011    | Insensato Coração              | Apresentador                  |                                         |
| 2011    | Lara com Z                     | diretor do teatro             |                                         |
| 2015    | Babilônia                      | Lauro Petrucceli              | Episódio: "28 de agosto"                |

### Cinema
| Ano  | Título                        | Papel             |
| ---- | ----------------------------- | ----------------- |
| 1970 | Elas                          | Miro              |
| 1971 | Diabólicos Herdeiros          | Benê              |
| 1976 | Ninguém Segura Essas Mulheres | Aurélio           |
| 1982 | Beijo na Boca                 | Artur             |
| 1984 | Sole nudo                     | De Bernardis      |
| 1984 | Espelho de Carne              | Álvaro Cardoso    |
| 1987 | Leila Diniz                   | Flávio Cavalcanti |
| 2001 | A Partilha                    | Carlos            |
| 2006 | Se Eu Fosse Você              | Arnaldo           |

### Como apresentador
| Ano       | Título        | Notas |
| --------- | ------------- | ----- |
| 1981-1986 | Globo de Ouro |       |

### Teatro
| Ano  | Título |
| ---- | ------ |
| 1970 | Hair   |